# High Speed Uplink Packet Access
High Speed Uplink Packet Access, HSUPA — технологія високошвидкісної пакетної передачі даних аналогічно HSDPA, за напрямком «вгору», являє собою стандарт мобільного зв'язку, що дозволяє прискорити передачу даних від W-CDMA-пристроїв кінцевого користувача до базової станції за рахунок застосування досконаліших методів модуляції.
Теоретично стандарт HSUPA розрахований на максимальну швидкість передачі даних до 5,8 Мбіт/с, даючи таким чином, використовувати третього покоління, що потребують обробки величезних потоків даних від мобільного пристрою до базової станції, наприклад відеоконференцзв'язок.
Опис технології планується ввести як специфікацію 6-ї версії стандарту 3GPP Release 6; процес стандартизації технології наближається до завершення. Більш удосконалена технологія на базі HSUPA — HSPA+.